# Zágráb megye
Zágráb megye (horvátul: Zagrebačka županija) Horvátország középső részén fekszik, székhelye Zágráb. A megye területe közrefogja, de nem tartalmazza Zágráb fővárost, mely önálló közigazgatási egységet alkot. Mivel keleti, nyugati és déli oldalról is közrefogja a fővárost gyakran „zágrábi gyűrűnek” (zagrebački prsten) is nevezik.

## Közigazgatás
A megyét 9 város és 25 község alkotja, melyek a következők:↑ Dzs.hr: 
Városok:
- Dugo Selo
- Ivanić-Grad (Ivanicsvár)
- Jasztrebarszka (Jastrebarsko)
- Szamobor (Samobor)
- Sveta Nedelja (Szentnedele)
- Szentivánzelina (Sveti Ivan Zelina)
- Nagygorica (Velika Gorica)
- Vrbovec
- Zaprešić

Községek:
- Bedenica
- Bistra (székhelye: Donja Bistra)
- Brckovljani
- Brdovec
- Dubrava
- Dubravica
- Farkaševac
- Gradec
- Jakovlje
- Klinča Sela
- Kloštar Ivanić
- Krašić
- Kravarsko
- Križ
- Luka
- Marija Gorica
- Orle
- Pisarovina
- Kulpatő (Pokupsko)
- Preseka
- Pušća (székhelye: Donja Pušća)
- Rakovec
- Rugvica
- Stupnik
- Zsumberk (székhelye: Kostanjevac)